# Окмок
Окмок (англ. Mount Okmok) — щитовидный вулкан на острове Умнак в штате Аляска (США). Активный вулкан. Состоит из базальта. Скорость лавовых потоков 8 м/с. Извержение вулкана Окмок в 43 году до н. э. считается одним из самых крупных за последние 2500 лет. За последние 30 лет вулкан извергался 2 раза:
- 1992 год. Крупное извержение.
- 2008 год. Последнее извержение. Выброс пепла был высотой 12 километров.

## Извержение в 43 году до н. э.

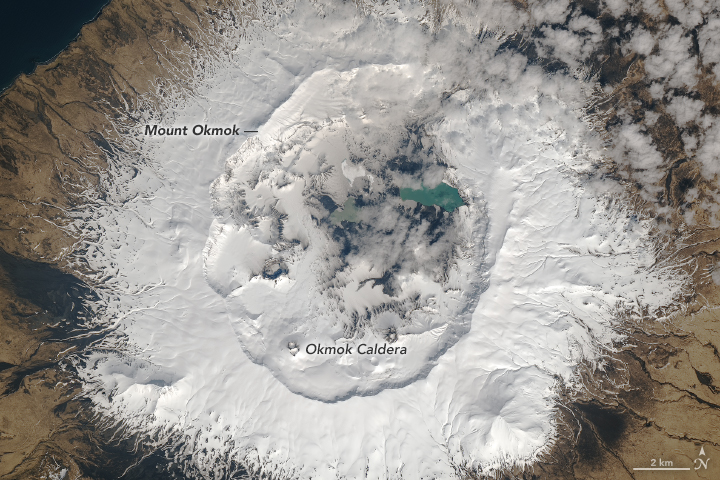
Вид вулкана Окмок из космоса в 2014 году

Извержение вулкана Окмок в 43 году до н. э. вызвало ухудшение климата в Средиземноморье, что, вероятно, привело к неурожаям, голоду, болезням, социальным волнениям и политическим изменениям, которые усугубили кризис в Римской республике и Эллинистическом Египте после гражданских войн и убийства Гая Юлия Цезаря в 44 году до н. э. Период 43—34 годов до н. э. был, вероятно, одним из самых холодных десятилетий в Северном полушарии за последние 2500 лет. Однако атмосферные явления в марте—апреле 44 года до н. э., описанные древними авторами, вызваны другим извержением — вулкана Этна на Сицилии.
Исследование годичных колец древесины показало аномально низкую температуру (ниже нуля) в начале сентября 43 года до н. э. и похолодание на 3 градуса в летний период в 43 и 42 гг. до н. э. Изучение спелеотемов в карстовых пещерах Шихуа в Китае показало снижение летней температуры на 2 градуса в течение 3 лет. Китайские письменные источники сообщают о поздних весенних и ранних осенних заморозках в 43 и 42 гг. до н. э. Изучение свинцового загрязнения льдов Гренландии показало сокращение добычи свинца и, вероятно, спад экономики в 43—34 гг. до н. э. в Римской республике. Древние авторы сообщают о голоде в Римской республике в 43—36 гг. до н. э. Изучение ледяных кернов в Гренландии и российском регионе Арктики показало, что в начале 45 года до н. э. и в начале 43 года до н. э. происходили извержения вулкана. Сравнение образцов тефры показало, что их источником был вулкан Окмок.